# Елен Сиксу
Елен Сиксу (на френски: Hélène Cixous, френско произношение: [elɛn siksu]) е френска професорка, феминистка писателка, поетеса, авторка на театрални пиеси, философ, литературна критичка и реторик.

## Биография
Родена е на 5 юни 1937 година в Оран, Алжир в еврейско семейсъво. Баща ѝ Жорж Сиксу е лекар, който умира от туберколоза в 1948 година.

## Основни трудове
- Смехът на Медуза (на български в сб. Времето на жените, С., 1997), на френски, Le Rire de la Medusa (1975), l'Arc
- Истории (1975)

## Влияния
Сред известните имена, оказали влияние върху Елен Сиксу, са Жак Дерида, Зигмунд Фройд, Жак Лакан и Артур Рембо.

### Отношения с Жак Дерида
Съвременници и приятели до смъртта на Дерида, интелектуалците Дерида и Сиксу са израснали и двамата във френски еврейски семейства в Алжир и споделят „принадлежност, изградена на изключването и непринадлежността“ – неалжирци, отречени от Франция, техният еврейски произход е акумулиран или не толкова явен. Книгата на Сиксу Портрет на Жак Дерида като млад еврейски светец засяга тези въпроси.
Чрез деконструкцията Дерида въвежда термина логоцентризъм, който все пак не е създаден от него, но това е концепцията, която обяснява как езикът се опира на йерархична система от ценности, които остойностяват изговорените думи за сметка на писаното слово в Западната култура. Тази идея за бинарни опозиции е съществена за позицията на Сиксу по отношение на езика.
Сиксу и Люс Иригаре комбинират идеята на Дерида за логоцентризма и лаканианските символи на желанието и създават термина фалологоцентризъм. Този термин се фокусира върху социалната структура на езика и бинарните опозиции, които са централни за означаването в езика, при което фалическото се привилегирова и жените са дефинирани само с техните липси, тук логиката не е А-B, а А (мъжко) и ¬A или не-A (женско).

## Идеи
| Текстът се основава на следните опозиции | Текстът се основава на следните опозиции |
| ---------------------------------------- | ---------------------------------------- |
| По-висш                                  | по-нисш                                  |
| Активност                                | Пасивност                                |
| Слънце                                   | Луна                                     |
| Култура                                  | Природа                                  |
| Ден                                      | Нощ                                      |
| Баща                                     | Майка                                    |
| Глава                                    | Сърце                                    |
| Понятен                                  | Чувствен                                 |
| Логос                                    | Патос                                    |
| Форма                                    | Материя                                  |
| Изпъкнал                                 | Вдлъбнат                                 |
| Стебло                                   | Равнина                                  |
| Потенция                                 | Фертилност                               |
| Мъж                                      | Жена                                     |

### Художествена проза
- Le Prénom de Dieu (Grasset, 1967)
- Dedans (Grasset, 1969)
- Le Troisième Corps (Grasset, 1970)
- Les Commencements (Grasset, 1970)
- Neutre (Grasset, 1972)
- Tombe (Seuil, 1973, 2008)
- Portrait du Soleil (Denoël, 1974)
- Révolutions pour plus d'un Faust (Seuil, 1975)
- Souffles (Des femmes, 1975)
- Partie (Des femmes, 1976)
- La (Gallimard, 1976)
- Angst (Des Femmes, 1977)
- Anankè (Des femmes, 1979)
- Illa (Des femmes, 1980)
- Limonade tout était si infini (Des femmes, 1982)
- Le Livre de Prométhéa (Gallimard, 1983)
- Déluge (Des femmes, 1992)
- Beethoven à jamais ou l'Existence de Dieu (Des femmes, 1993)
- La Fiancée juive de la tentation (Des femmes, 1995)
- Osnabrück (Des femmes, 1999)
- Le Jour où je n'étais pas là (Galilée, 2000)
- Les Rêveries de la femme sauvage (Galilée, 2000)
- Manhattan (Galilée, 2002)
- Tours promises (Galilée, 2004)
- Rencontre terrestre (avec Frédéric-Yves Jeannet, Galilée, 2005)
- L'amour même: dans la boîte aux lettres (Galilée, 2005)
- Hyperrêve (Galilée, 2006)
- Si près (Galilée, 2007)
- Cigüe: vieilles femmes en fleurs (Galilée, 2008)
- Philippines: prédelles (Galilée, 2009)
- Ève s'évade: la ruine et la vie (Galilée, 2009)[3]
- Double Oubli de l'Orang-Outang (Galilée, 2010)[4]

### Есеистика
- L’Exil de James Joyce ou l'art du remplacement (Grasset, 1968)
- Prénoms de Personne (le Seuil, 1974)
- La Jeune Née (U.G.E., 1975)
- Le Rire de la Méduse (L'Arc, 1975 – rééd. Galilée, 2010)
- La Venue à l’écriture (U.G.E., 1977)
- Entre l’écriture (Des femmes, 1986)
- L'Heure de Clarisse Lispector (Des femmes, 1989)
- Karine Saporta, en collaboration avec Daniel Dobbels et Bérénice Reynaud, (éditions Armand Colin, 1990) ISBN 978-2200372064.
- Hélène Cixous, photos de racines (avec Mireille Calle-Gruber, Des femmes, 1994)
- Voiles (avec Jacques Derrida, Galilée, 1998)
- Portrait de Jacques Derrida en jeune saint juif (Galilée, 2001)
- Le Voisin de zéro: Sam Beckett (Galilée, 2007)
- Abstracts et brèves chroniques du temps. I. Chapitre Los (Galilée, 2013)
- Ayaï ! Le Cri de la littérature (Galilée, 2013)

### Пиеси
- La Pupille (Cahiers Renaud-Barrault, 1971)
- Portrait de Dora (Des femmes, 1975)(Mise en scène, scénographie, décor et costumes de Simone Benmussa. Création au Théâtre d'Orsay, Paris (saison 195/76). – Londres 1979.
- La Prise de l'école de Madhubaï (Avant-Scène, 1984)
- L’Histoire terrible mais inachevée de Norodom Sihanouk, roi du Cambodge (Théâtre du Soleil, 1985; nouvelle édition corrigée 1987)
- L’Indiade, ou l’Inde de leurs rêves, et quelques écrits sur le théâtre (Théâtre du Soleil, 1987)
- Les Euménides d’Eschyle (traduction, Théâtre du Soleil, 1992)
- La Ville parjure ou le réveil des Erinyes (Théâtre du Soleil, 1994)
- Et soudain, des nuits d'éveil (Théâtre du Soleil, 1997)
- Tambours sur la digue, sous forme de pièce ancienne pour marionnettes jouée par des acteurs (Théâtre du Soleil, 1999)
- Rouen, la Trentième Nuit de Mai '31 (Galilée, 2001)
- Les Naufragés du fol espoir (Théâtre du soleil, 2010)